# Дейвид Санборн
Дейвид Уилям Санборн (на английски: David William Sanborn) е американски алто саксофонист и пианист.
Макар да свири в различни жанрове, неговите солови записи обикновено съчетават джаз с инструментален поп и R&B. Издава първия си солов албум Taking Off през 1975 г., но свири на саксофон още преди да е влязъл в средно училище.
Спечелил известност през 1980-те години, Санборн е сред най-успешните американски саксофонисти, описван от някои критици като „най-влиятелния саксофонист в попа, R&B и кросоувър музиката през последните 20 години“. Често се идентифицира с подходящия за радиото лек джаз, но също е изразил и нежелание за връзката си с този жанр.

## Ранни години
Санборн е роден в Тампа, Флорида, но израства в Къркууд, Мисури. Осем години страда от полиомиелит като дете. Той започва да свири на саксофон по лекарска препоръка, така че да подсили отслабналите си гръдни мускули и да подобри дишането си. Ханк Крофорд, който по това време е свири в бенда на Рей Чарлс, оказва ранно и продължително влияние върху Санборн.
Санборн изучава музика към колежа на Северозападния университет. След това се премества в Айовския университет, където свири и учи със саксофониста Дж. Р. Монтероуз.

## Кариера
Санборн свири с блус музикантите Албърт Кинг и Литъл Милтън още от 14-годишна възраст. Той продължава да свири блус, когато се присъединява към групата на Пол Бътърфийлд през 1967 г. Санборн записва четири албума с Бътърфийлд като член на духовата група и като солист от 1967 до 1971 г.
През средата на 1970-т години и изпълнявайки бибоп, Санборн набира популярност сред новата джаз/фънк сцена, след като се присъединява към групата Brecker Brothers. Именно с тях той записва първия си солов албум, Taking Off, който днес се счита за джаз/фънк класика. Въпреки че Санборн най-често се свързва с лекия джаз, той изучава фрий джаз на младини със саксофонистите Роскоу Мичъл и Джулиъс Хемфил. През 1993 г. той преопознава този жанр, когато се появява в албума Diminutive Mysteries на Тим Берн, посветен на Хемфил. Албумът Another Hand на Санборн включва авангардни музиканти. През 1985 г. Санборн и Ал Жаро изнасят представления на два напълно разпродадени концерта в Атланта.

### Записи
Санборн е високо ценен концертен музикант още от края на 1960-те години. Той свири с широк набор от известни изпълнители. Соловите му записи често включат басиста и продуцент Маркъс Милър. Той участва в направата на музиката за няколко филма, като например Смъртоносно оръжие и продълженията му и Скъперникът. През 1991 г. Санборд записва албума Another Hand, който е определян от критици като „завръщане на Санборн към неговата истинска любов – неукрасен (или само частично украсен) джаз, който балансира везната“ срещу лекия джаз. Албумът, продуциран от Хал Уилнър, включва музиканти като Чарли Хейдън, Джак Деджонет, Бил Фрисъл и Марк Рибо.
През 1994 г. Санборн се появява на A Celebration: The Music of Pete Townshend and The Who – двунощен концерт в Карнеги Хол, продуциран от Роджър Долтри от The Who по случай 50-годишния му юбилей. През 1995 г. свири на концерта The Wizard of Oz in Concert: Dreams Come True в Линкълн Център в полза на Фонда за защита на децата. Концертът се излъчва по телевизията и се издава на CD и видео през 1996 г.
Санборн често свири в японските джаз клубове в Нагоя, Осака и Токио. През 2010 г. Санборн тръгва на турне с Джоуи Дефранческо и Стийв Гад, като триото свири комбинация от блус и джаз от албума Only Everything.

### Предавания
Санборн свири както в радио, така и в телевизионни предавания, като понякога е и водещ. От края на 1980-те години е редовен гост-член на бенда на Пол Шафър в Късната нощ на Дейвид Летърман, а през 1990-те се появява няколко пъти и в Късното шоу на Дейвид Летърман. От 1988 г. е водещ на Night Music, късно музикално шоу по телевизия NBC, заедно с Джулс Холанд. Следвайки електричния подход на продуцента Хал Уилнър, шоуто поставя Санборн редом до много известни музиканти. През 1980-те и 1990-те години Санборн е водещ на радио програмата The Jazz Show with David Sanborn. Освен това, Санборн е записал много от основните мелодии на различни предавания.

## Награди
Дейвид Санборн има спечели шест награди Грами, докато по брой продажби на албумите си има осем златни и един платинен албум. През 2004 г. той е зачислен към Алеята на славата на Сейнт Луис.

## Дискография
- Taking Off (1975)
- David Sanborn (1976)
- Promise Me the Moon (1977)
- Heart to Heart (1978)
- Hideaway (1979)
- Voyeur (1980)
- As We Speak (1981)
- Backstreet (1983)
- Straight to the Heart (1984)
- Love and Happiness (1986)
- Double Vision (1986)
- A Change of Heart (1987)
- Close-Up (1988)
- Another Hand (1991)
- Upfront (1992)
- Hearsay (1994)
- Pearls (1995)
- Love Songs (1995)
- Songs from the Night Before (1996)
- Inside (1999)
- Time Again (2003)
- Closer (2005)
- Dreaming Girl (2008)
- Here and Gone (2008)
- Only Everything (2010)
- Then Again: The Anthology (2012)
- Quartette Humaine (2013)
- Time and the River (2015)
- Bye Bye Blackbird (2016)